# Главы Великого Новгорода
Градоначальники Великого Новгорода — представители выборной власти, осуществляющие властные полномочия в городе Великом Новгороде (до 1999 года официальное название — Но́вгород) , Новгородской области.

## 1767—1917.Городские головы
- До 1767 см. Список новгородских посадников

| Период руководства | Фамилия, Имя Отчество                          | Годы жизни        |
| ------------------ | ---------------------------------------------- | ----------------- |
| 1767               | Иванской, Семён Минич, купец                   | 1699—1783?        |
| 1775—1777          | Иванской, Семён Минич, купец                   | 1699—1783?        |
| 1777—1779          | Зарубежский (Зарубежской) Яков Петрович, купец | 1729—1789?        |
| 1785               | Пискулин Иван Семёнович, купец                 | ? — 1789          |
| 1786—1788          | Столпников, Василий Васильевич, купец          | 1751—1793         |
| 1789               | Мошенников, Иван Андреевич, купец              | 1735—1798?        |
| 1789               | Щеколдин, Дмитрий Прохорович, купец            | 1729 — после 1793 |
| 1789—1791          | Мещовский, Афанасий Никифорович, купец         | 1755 — после 1798 |
| 1792               | Столпников, Василий Васильевич, купец          | 1751—1793         |
| 1792—1795          | Мещовский, Афанасий Никифорович, купец         | 1755 — после 1798 |
| 1795—1798          | Панов, Андрей Кузьмич, купец                   | 1763 — после 1833 |
| 1798—1799          | Лухин, Александр Иванович, купец               | ?                 |
| 1799—1803          | не выявлен                                     |                   |
| 1803—1805          | Сафьянников, Иван Фомич, купец                 | 1759—1839         |
| 1805—1807          | Панов, Андрей Кузьмич, купец                   | 1763 — после 1833 |
| 1807—1810          | Шебякин, Пётр Иванович, купец                  | 1763—1821         |
| 1810—1812          | Сафьянников, Иван Фомич, купец                 | 1759—1839         |
| 1812—1815          | не выявлен                                     |                   |
| 1815—1818          | Панов, Андрей Кузьмич, купец                   | 1763 — после 1833 |
| 1818—1820          | не выявлен                                     |                   |
| 1820—1822          | Лухин, Александр Иванович, купец               | ?                 |
| 1822—1825          | Панов, Андрей Кузьмич, купец                   | 1763 — после 1833 |
| 1825—1827          | Кузнецов, Андрей Григорьевич, купец            | ? — после 1842    |
| 1827—1830          | не выявлен                                     |                   |
| 1830—1831          | Кошкин, Егор Петрович, купец                   | до 1807—1861      |
| 1831—1834          | Кузнецов, Андрей Григорьевич, купец            | ? — после 1842    |
| 1834—1839          | Баранов, Агафон Васильевич, купец              | ? — после 1840    |
| 1839—1842          | Кузнецов, Андрей Григорьевич, купец            | ? — после 1842    |
| 1842—1845          | Денисов, Петр Иванович, купец                  | ? — 1860          |
| 1845—1849          | Соловьёв, Степан Григорьевич, купец            | 1811 — после 1862 |
| 1849—1851          | Селиверстов, Иван Григорьевич, купец           | 1797 — после 1849 |
| 1851               | Денисов, Петр Иванович, купец                  | ? — 1860          |
| 1852—1853          | Соловьёв, Степан Григорьевич, купец            | 1811 — после 1862 |
| 1853—1854          | Доброхотов, Леонтий Семенович, купец           | 1803—1861         |
| 1855—1858          | Кузнецов, Павел Михайлович, купец              | 1809 — после 1861 |
| 1858—1861          | Соловьёв, Александр Степанович, купец          | 1839 — после 1901 |
| 1861—1864          | Зимин, Алексей Петрович, купец                 | до 1839—1884      |
| 1864—1870          | Фёдоров, Николай Сидорович, купец              | 1825—1902         |
| 1871—1883          | Журавлёв, Яков Иванович, купец                 | 1837—1908         |
| 1883—1891          | Евдокимов, Василий Афанасьевич, купец          | 1838—1901         |
| 1891—1892          | Саблуков, Алексей Никанорович, купец           | 1857—1893         |
| 1892—1893          | Соловьёв, Александр Александрович, купец       | 1861 — после 1918 |
| 1893—1900          | Сметанин, Григорий Максимович, купец           | 1845—1900         |
| 1900—1904          | Журавлёв, Яков Иванович, купец                 | 1837—1908         |
| 1905—1916          | Соловьёв, Александр Александрович, купец       | 1861 — после 1918 |
| 1916—1917          | Романцев, Иван Степанович, коллежский асессор  | 1882—1917         |
| 1917—1918          | Ушаков, Николай Ильич, мещанин                 | 1857 — после 1929 |

## 1941—1944Бургомистры Новгорода[1]
| Период руководства         | Фамилия, Имя Отчество           | Годы жизни |
| -------------------------- | ------------------------------- | ---------- |
| 1941 (сентябрь — ноябрь)   | Василий Сергеевич Пономарёв     |            |
| 1941 (ноябрь — 17 декабря) | Федор Иванович Морозов          |            |
| до апреля 1943 года        | Дионисий Александрович Джованни |            |
| 1943—1944                  | Николай Павлович Иванов         |            |

## 1944—1991. ПредседателигорисполкомаНовгородского Совета народных депутатов
| Период руководства | Фамилия, Имя Отчество           | Годы жизни |
| ------------------ | ------------------------------- | ---------- |
| 1944—1948          | Юдин, Михаил Васильевич         | 1904—1978  |
| 1948—1950          | Вершинин, Яков Васильевич       | 1905 — ?   |
| 1950—1953          | Петров, Павел Иванович          | 1916—2012  |
| 1953—1955          | Сергунин, Иван Иванович         | 1916—1988  |
| 1955—1956          | Кузьменко, Павел Васильевич     | 1909—1968  |
| 1956—1959          | Петров, Павел Иванович          | 1916—2012  |
| 1959—1962          | Брагин, Владимир Иванович       | 1910 — ?   |
| 1962—1966          | Кукушкин, Александр Михайлович  | 1931—2025  |
| 1966—1967          | Иванов, Юрий Константинович     |            |
| 1967—1972          | Андреев, Евгений Владимирович   | 1932       |
| 1972—1981          | Шведчиков, Борис Николаевич     | 1937—2018  |
| 1981—1983          | Арсентьев, Геннадий Иванович    | 1938—2013  |
| 1983—1985          | Маркелов, Владимир Семёнович    | 1931—2010  |
| 1985—1988          | Григорьев, Александр Николаевич | 1946—2014  |
| 1988—1990          | Бузин, Александр Александрович  | 1939       |
| 1990               | Иванов, Виктор Николаевич       | 1950—2002  |

## После1990. Главы администрации города,мэрыВеликого Новгорода
| Период руководства          | Фамилия, Имя Отчество                                        | Годы жизни |
| --------------------------- | ------------------------------------------------------------ | ---------- |
| 1990—1994                   | Иванов, Виктор Николаевич                                    | 1950—2002  |
| 1994—2002                   | Корсунов, Александр Владимирович                             | 1951—2002  |
| 2002—2007                   | Гражданкин, Николай Иванович                                 | 1948       |
| 2007—2018                   | Бобрышев, Юрий Иванович                                      | 1951       |
| 2018—2022                   | Бусурин, Сергей Владимирович                                 | 1977       |
| 2022 (28 марта — 9 октября) | Ерёмин, Владимир Александрович (исполняющий полномочия мэра) | 1975       |
| 2022 —                      | Розбаум, Александр Рихардович                                | 1968       |